# Saint-Martin-de-la-Porte
Saint-Martin-de-la-Porte är en kommun i departementet Savoie i regionen Auvergne-Rhône-Alpes i sydöstra Frankrike. Kommunen ligger i kantonen Saint-Michel-de-Maurienne som tillhör arrondissementet Saint-Jean-de-Maurienne. År 2022 hade Saint-Martin-de-la-Porte 692 invånare.

## Befolkningsutveckling
Antalet invånare i kommunen Saint-Martin-de-la-Porte
| Referens: INSEE |